# Monardella follettii
Monardella follettii är en kransblommig växtart som först beskrevs av Jeps., och fick sitt nu gällande namn av Jokerst. Monardella follettii ingår i släktet Monardella och familjen kransblommiga växter. Inga underarter finns listade i Catalogue of Life.

## Bildgalleri

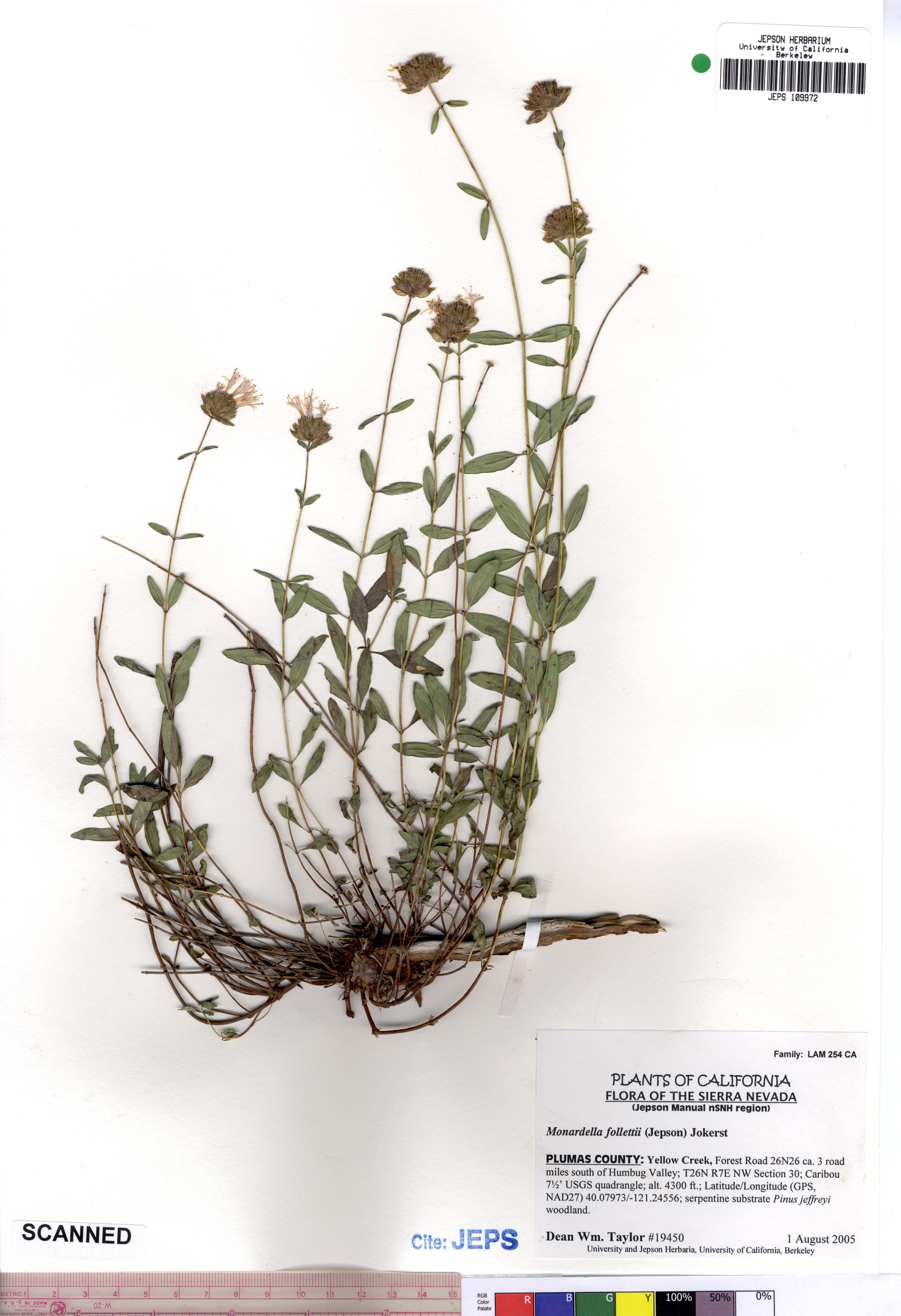